# Cassidian Atlante
L'Atlante est un drone de reconnaissance stratégique de fabrication espagnole développé par Cassidian, branche d'EADS puis d'Airbus Defence and Space.

## Description
L'Atlante a vocation à réaliser des missions de surveillance civiles ou militaires. Le premier vol a lieu le 28 février 2013 depuis l'aérodrome de Rozas, en Galice.

## Caractéristiques
- rayon d'action = 220 km
- autonomie de vol=10 / 20heures
- hauteur de vol=3.600 / 6.096 m[3],[4]